# Fleury-sur-Loire
 Fleury-sur-Loire  es una población y comuna francesa, situada en la región de Borgoña, departamento de Nièvre, en el distrito de Nevers y cantón de Decize.

## Demografía
| 296 | 274 | 255 | 273 | 250 | 263 |
| Para los censos de 1962 a 1999 la población legal corresponde a la población sin duplicidades (Fuente: INSEE [Consultar]) |     |     |     |     |     |